# Matazonellus turquinensis
Matazonellus turquinensis là một loài chân đều trong họ Scleropactidae. Loài này được Juarreo deVarona & de Armas miêu tả khoa học năm 1996.